# Stadio Attilio Bravi
Lo stadio Attilio Bravi è un impianto calcistico ubicato nella città italiana di Bra, in provincia di Cuneo.
Inaugurato nel 1926, ospita le partite interne del Bra, maggiore società calcistica locale. Fa parte del complesso polisportivo del parco Atleti Azzurri d'Italia, di proprietà municipale.

## Storia
L'Unione Sportiva Braidese (poi Associazione Calcio Bra), nei primi tredici anni di storia, si trovò a giocare le partite su campi a carattere provvisorio, dapprima sulla piazza d'armi cittadina, quindi in piazza Roma.
L'esigenza di un campo permanente si fece ineludibile, ma la penuria di mezzi economici e materiali precludeva ogni possibilità, anche dopo che nel 1924 il geometra Giovanni Reviglio (presidente del club) ebbe individuato allo scopo l'area adiacente al santuario della Madonna dei Fiori e stilato un progetto di base. Il preventivo di 85.000 lire (poco meno di 100.000 euro, adeguando il cambio all'inflazione) era infatti al di fuori delle possibilità dei promotori del calcio braidese.
La situazione fu risolta grazie all'intervento del conte Enrico Marone Cinzano, presidente del Torino e vicepresidente della FIGC, che presosi a cuore le sorti del calcio nella città d'origine della sua famiglia, si occupò di sveltire le pratiche per l'acquisizione dei terreni, sostenendo anche economicamente  l'opera (con un versamento di 30.000 lire) e materialmente (donando alcune vecchie tribune provenienti dal cessato campo del Torino in piazza d'armi). Ulteriori 10.000 lire giunsero da una donazione privata.
I lavori partirono nel maggio 1926, e si conclusero in quattro mesi. Il 5 settembre si tenne la partita inaugurale, che vide fronteggiarsi il Torino del Conte Marone e una formazione mista Bra-Juventus; la gara si concluse con la vittoria finale dei granata per 2-1.
Il campo, pur ammodernato, rimase inalterato nelle sue strutture fino al 2013, allorché la promozione del Bra in Lega Pro Seconda Divisione impose la necessità di un ampliamento strutturale con la posa di una nuova tribuna, così da aumentare la capienza dell'impianto a circa 1500 posti, ossia il minimo richiesto dal calcio professionistico italiano. I lavori vennero finanziati per circa 100.000 euro dalla Fondazione Cassa di Risparmio di Bra; durante la loro esecuzione il Bra giocò transitoriamente allo stadio Fratelli Paschiero di Cuneo. 
L'impianto braidese riaprì il 26 gennaio 2014 con la disputa della partita di campionato tra Bra e Bellaria, vinta dai giallorossi per 4-1. Nello stesso anno, a seguito della scomparsa di Attilio Bravi atleta e dirigente sportivo braidese, il Comune decise di intitolare lo stadio (fin lì noto come "Madonna dei Fiori") alla sua memoria.
Dopo che il Bra non riuscì a mantenere il professionismo, negli anni seguenti (trascorsi in Serie D) lo stadio vide ridotta la propria capienza sotto i mille posti. Di riflesso, quando nel 2025 il Bra riuscì a riconquistare la Serie C, il “Bravi” si rivelo nuovamente inadatto agli standard infrastrutturali del calcio professionistico italiano: i giallorossi dovettero quindi individuare ancora una volta un campo interno transitorio, adottando allo scopo lo stadio Giuseppe Sivori di Sestri Levante.

## Struttura
L'impianto è dedicato alla sola pratica calcistica: attorno al terreno di gioco non vi sono infrastrutture per altri sport. Gli spalti sono concentrati tutti sul lato nord del campo e sono suddivisi in due tribune coperte e una scoperta, quest'ultima parzialmente dedicata alle tifoserie ospiti. I locali di servizio sono situati in piccoli edifici indipendenti collocati sul lato ovest del campo. Quattro piloni con altrettanti cluster di riflettori assicurano l'illuminazione notturna.